# ایتوکو
ایتوکو ((به ژاپنی: 永徳 Eitoku)، نام یک عصر تاریخی ژاپنی دربار شمالی در طی دوره نانبوکوچو بود. این عصر بعد از کوریاکو و قبل از شیتوکو قرار داشت و از فوریه ۱۳۸۱ تا فوریه ۱۳۸۴ میلادی به طول انجامید. در طی این عصر امپراتور دربار شمالی در کیوتو، امپراتور گو-انیو و امپراتور دربار جنوبی امپراتور چوکی و امپراتور گو-کامه‌یاما بود.